# چتنی

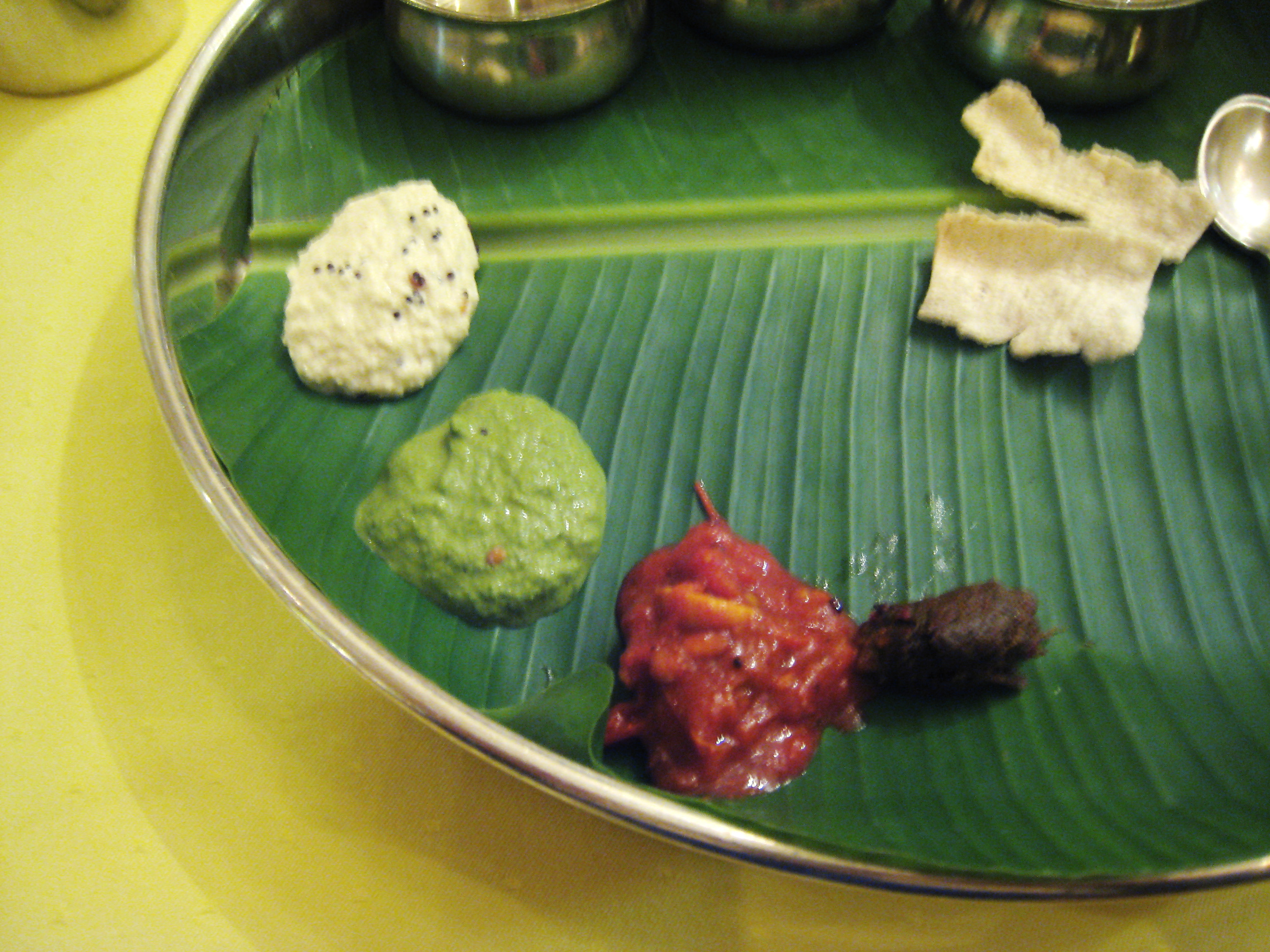
چاشنی

چتنی یا چاشنی (به زبان سندی: چٽڻی‎) به نوعی سس طعمدهنده گفته‌می‌شود که در آشپزی آسیای جنوبی با استفاده از برخی موادغذایی به ویژه سبزیجات معطر مختلف تهیه می‌گردند. از جمله سبزیجات معطر می‌توان به دارچین، هل، زعفران، زردچوبه، نمک، فلفل (سبز، سیاه، قرمز، سفید و دلمه‌ای) اشاره نمود.